# HB콥
주식회사 HB콥은 대한민국의 종이상자 제조 기업이다.